# Station Klewki
Station Klewki is een spoorwegstation in de Poolse plaats Klewki.